# 35型火焰喷射器
35型火焰發射器(又稱FmW 35型火焰發射器)，是一款由納粹德國于1934年装备部队的用于單人操作的火焰發射器，在第二次世界大戰中，被用于清除戰壕和建築物中的敵人。

## 简介
改型喷火器采用双罐式结构，其中一个储油罐装燃烧剂，另一个储气罐装喷射用的压缩气体，全重为35.8（79英磅），其中包含11.8公升（2.6英制加侖；3.1美制加侖）多的燃料(Flammöl 19)。
其喷射距离为二十五米至三十米。35型火焰喷射器既可一次喷射完所有存油，也可进行15次短点射，短点射时，燃剂限流阀和和衬管内的点火信管同时开闭，以控制燃剂喷射量。其點火裝置為一個氢打火信管，能支持約10秒的連續使用。點火裝置是由了一個裝設在保護管內，名為Selbstschlussventil的自動閥門所啟動。
35型火焰發射器的生產持續至1941年，之後就開始被重新設計的重量更轻，体形更小，且具有耐寒性能的41型火焰發射器取代。